# Thelecythara floridana
Thelecythara floridana är en snäckart som beskrevs av Fargo 1953. Thelecythara floridana ingår i släktet Thelecythara och familjen kägelsnäckor. Inga underarter finns listade i Catalogue of Life.